# Hoploscopa astrapias
Hoploscopa astrapias is een vlinder uit de familie van de grasmotten (Crambidae), uit de onderfamilie van de Hoploscopinae. De wetenschappelijke naam van deze soort is voor het eerst gepubliceerd in 1886 door Edward Meyrick.
De soort komt voor op het eiland Viti Levu in Fiji tussen 0 en 800 meter hoogte.